# Saint-Genest-sur-Roselle
Saint-Genest-sur-Roselle est une commune française située dans le département de la Haute-Vienne, en région Nouvelle-Aquitaine.

### Localisation

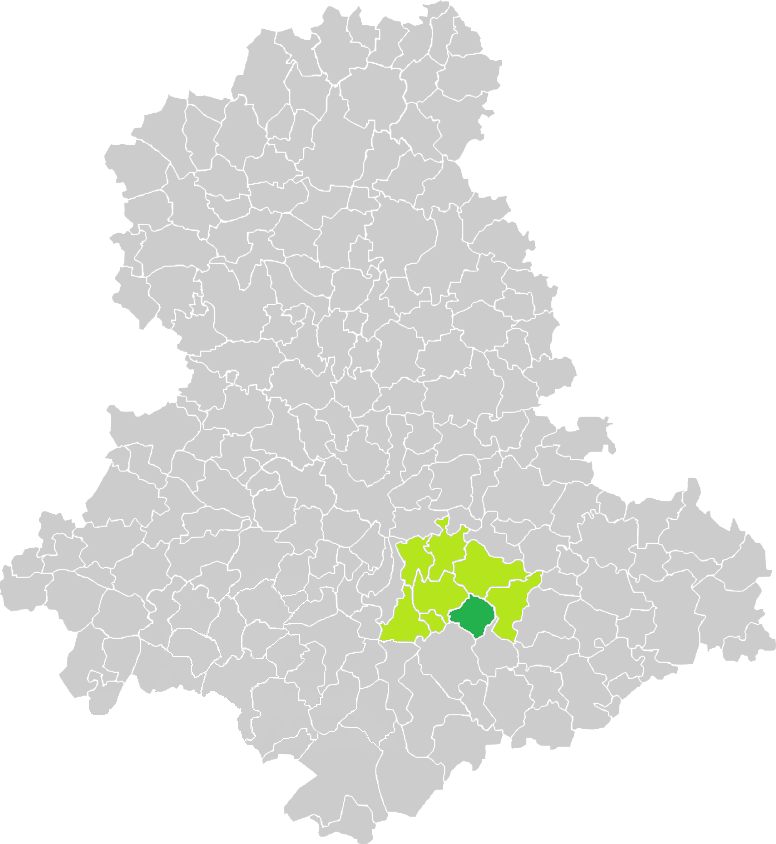
Situation de la commune de Saint-Genest-sur-Roselle en Haute-Vienne.

## Géographie

### Communes limitrophes
|                        | Saint-Paul               |                      |
| Saint-Hilaire-Bonneval | Saint-Genest-sur-Roselle | Saint-Bonnet-Briance |
|                        | Vicq-sur-Breuilh         | Glanges              |

### Climat
Pour des articles plus généraux, voir Climat de la Nouvelle-Aquitaine et Climat de la Haute-Vienne.
Historiquement, la commune est exposée à un climat océanique limousin.  
En 2020, Météo-France publie une typologie des climats de la France métropolitaine dans laquelle la commune est dans une zone de transition entre le climat océanique altéré et le climat de montagne et est dans la région climatique  Ouest et nord-ouest du Massif Central, caractérisée par une pluviométrie annuelle de 900 à 1 500 mm, maximale en automne et en hiver.
Pour la période 1971-2000, la température annuelle moyenne est de 11,2 °C, avec une amplitude thermique annuelle de 14,8 °C. Le cumul annuel moyen de précipitations est de 1 116 mm, avec 13,4 jours de précipitations en janvier et 8 jours en juillet. Pour la période 1991-2020, la température moyenne annuelle observée sur la station météorologique la plus proche, située sur la commune de Saint-Germain-les-Belles à 11,17 km à vol d'oiseau, est de 11,2 °C et le cumul annuel moyen de précipitations est de 1 129,2 mm,. Pour l'avenir, les paramètres climatiques de la commune estimés pour 2050 selon différents scénarios d'émission de gaz à effet de serre sont consultables sur un site dédié publié par Météo-France en novembre 2022.

## Urbanisme

### Typologie
Au 1er janvier 2024, Saint-Genest-sur-Roselle est catégorisée commune rurale à habitat dispersé, selon la nouvelle grille communale de densité à sept niveaux définie par l'Insee en 2022.
Elle est située hors unité urbaine. Par ailleurs la commune fait partie de l'aire d'attraction de Limoges, dont elle est une commune de la couronne,. Cette aire, qui regroupe 127 communes, est catégorisée dans les aires de 200 000 à moins de 700 000 habitants,.

### Occupation des sols
L'occupation des sols de la commune, telle qu'elle ressort de la base de données européenne d’occupation biophysique des sols Corine Land Cover (CLC), est marquée par l'importance des territoires agricoles (86,7 % en 2018), en diminution par rapport à 1990 (87,7 %). La répartition détaillée en 2018 est la suivante : 
prairies (67 %), zones agricoles hétérogènes (17,1 %), forêts (13,3 %), terres arables (2,6 %). L'évolution de l’occupation des sols de la commune et de ses infrastructures peut être observée sur les différentes représentations cartographiques du territoire : la carte de Cassini (XVIIIe siècle), la carte d'état-major (1820-1866) et les cartes ou photos aériennes de l'IGN pour la période actuelle (1950 à aujourd'hui).

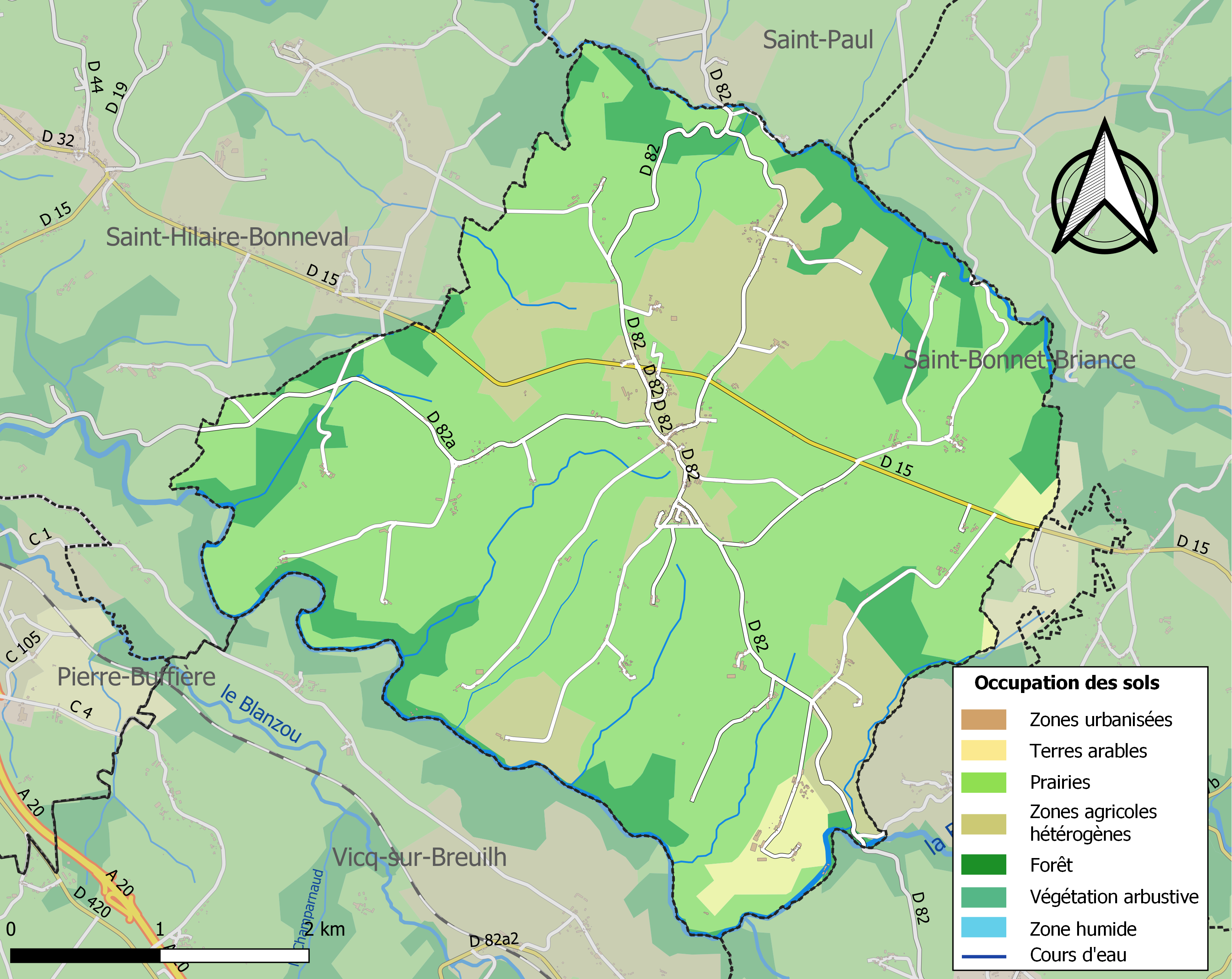
Carte des infrastructures et de l'occupation des sols de la commune en 2018 (CLC).

### Risques majeurs
Le territoire de la commune de Saint-Genest-sur-Roselle est vulnérable à différents aléas naturels : météorologiques (tempête, orage, neige, grand froid, canicule ou sécheresse) et séisme (sismicité faible). Il est également exposé à un risque particulier : le risque de radon. Un site publié par le BRGM permet d'évaluer simplement et rapidement les risques d'un bien localisé soit par son adresse soit par le numéro de sa parcelle.

#### Risques naturels

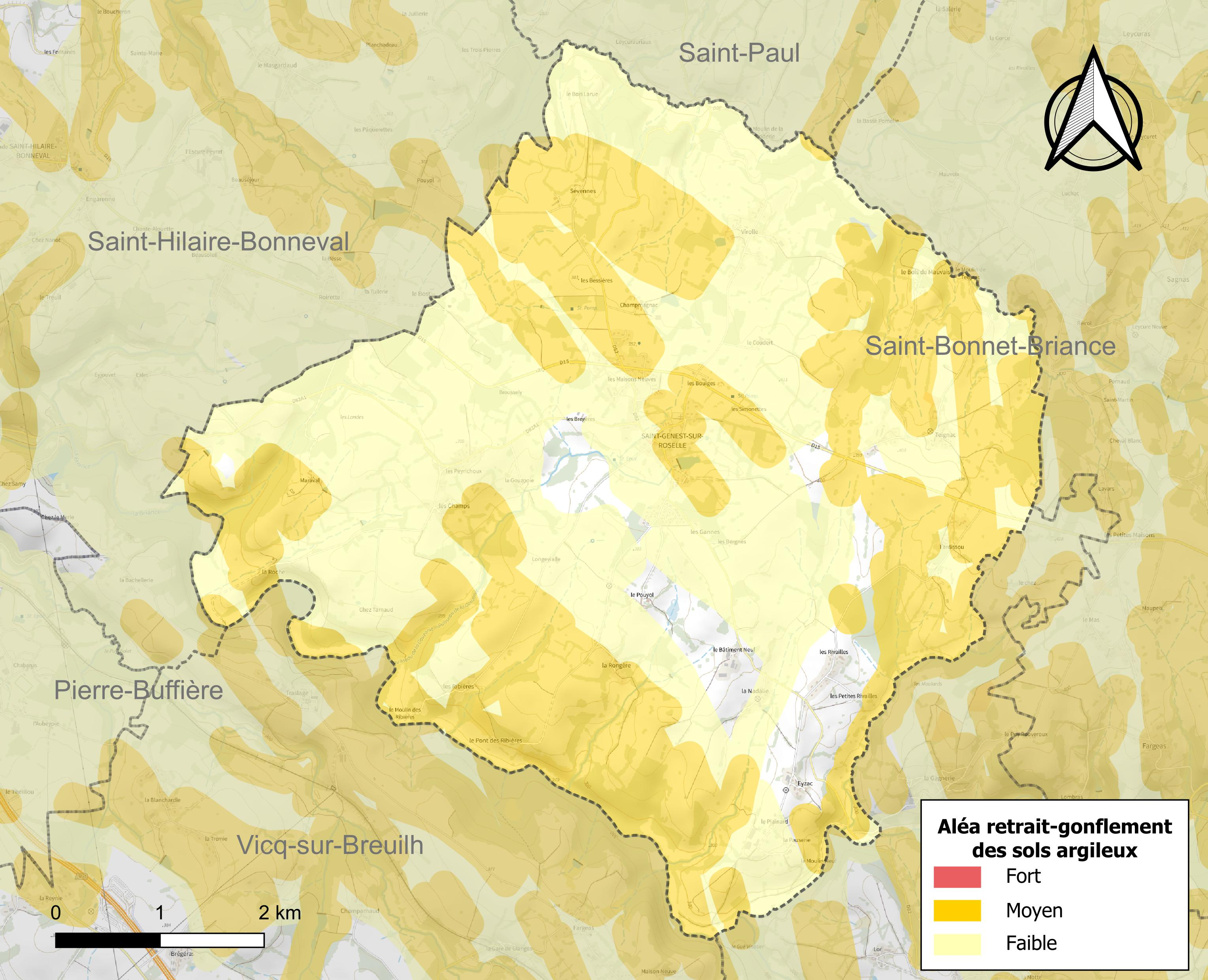
Carte des zones d'aléa retrait-gonflement des sols argileux de Saint-Genest-sur-Roselle.

Le retrait-gonflement des sols argileux est susceptible d'engendrer des dommages importants aux bâtiments en cas d’alternance de périodes de sécheresse et de pluie. 44,7 % de la superficie communale est en aléa moyen ou fort (27 % au niveau départemental et 48,5 % au niveau national métropolitain). Depuis le 1er octobre 2020, en application de la loi ÉLAN, différentes contraintes s'imposent aux vendeurs, maîtres d'ouvrages ou constructeurs de biens situés dans une zone classée en aléa moyen ou fort,.
La commune a été reconnue en état de catastrophe naturelle au titre des dommages causés par les inondations et coulées de boue survenues en 1982 et 1999 et par des mouvements de terrain en 1999.

#### Risque particulier
Dans plusieurs parties du territoire national, le radon, accumulé dans certains logements ou autres locaux, peut constituer une source significative d’exposition de la population aux rayonnements ionisants. Selon la classification de 2018, la commune de Saint-Genest-sur-Roselle est classée en zone 2, à savoir zone à potentiel radon faible mais sur lesquelles des facteurs géologiques particuliers peuvent faciliter le transfert du radon vers les bâtiments.

## Toponymie
Durant la Révolution, la commune porte le nom de Sans-Préjugé.
En occitan, la commune s'appelle Sent Giniés.

## Histoire
(janvier 2025).
En 1600, on la retrouve sous le nom de Saint-Genyeix, on y trouvait 180 feux (environ 700 habitants). L'agriculture y dominait, on y cultivait le froment, le seigle, la vigne et les châtaigneraies. Les seigneurs possédant la commune étaient messieurs de Sauveboeuf de Pierre-Buffière, l’évêque et les jésuites de Limoges ainsi que le seigneur de Valage.
En 1700, la famille Bégougne était la famille la plus importante de la commune, les villages de Fardissoux, Juniac et la Pauserie lui appartenaient. Les Bégougne étaient originaires de Roziers-Saint-Georges, qu'ils quittèrent en 1620. Jean Bégougne de Juniac fut gendarme dans la garde royale en 1772, devint colonel du premier hussard, puis baron de l'Empire en 1809. Son frère Paul-Étienne fut maire de Saint-Genest et bâtit la maison neuve de Juniac à la fin du XVIIIe siècle. Mais les Bégougne sont surtout des membres du clergé : Jean Bégougne fut curé de Saint-Genest, emprisonné durant la terreur, remis en liberté, il reprit sa charge et mourut en 1823.
Au début de la Révolution, le Limousin était la province la plus pauvre de France, la Haute-Vienne était divisée en deux. Le Nord, plus riche et plus ouvert, voyait partir nombre de ses enfants vers d'autres provinces où ils exerçaient trois ou quatre mois par an les métiers de scieur de long ou de maçon. Le Sud, plus pauvre, vivait pratiquement en autarcie.
En 1789, on y trouvait environ 690 habitants, répartis dans ce qui est encore le territoire communal. Les artisans étaient nombreux, au bourg il y avait trois aubergistes et un cabaretier, un maçon, Martial Dubois. Dans les villages, on trouvait notamment Guillaume Sarre maçon à Maraval, Léonard Pauliac charpentier et Joseph Faure meunier à Teignac. Léonard Faure charpentier aux Maisons Neuves. Il y avait aussi des tisserands qui travaillaient le chanvre, des bouviers qui transportaient les grains, des charrons, des taillandiers qui fabriquaient les outils agricoles et des forgerons.
Catherine Filhoulaud était l'accoucheuse de la commune, Gay-Delage en était le curé. Le doyen de Saint-Genest était Léonard Fauché du bourg, âgé de 73 ans. Les vieux avaient une importance particulière surtout pendant les réquisitions militaires, nombreuses en 1792 et 1793. En effet quand un jeune de la commune ne savait pas la date exacte de sa naissance, importante pour le recensement militaire, le maire faisait appeler les trois plus anciens qui se concertaient et déterminaient l'âge du futur volontaire.
Les noms de familles les plus fréquents étaient : Fauché, Duché, Dubois, Faure, Demars et Sarre.
Le tout premier maire de Saint-Genest fut Pierre Lalet.
Pardou Lagrange, propriétaire à la Nadalie, fut le premier agent national nommé par le district.
En 1793, c'est Léonard Sarre, propriétaire au Pouyol, qui remplaça Pierre Lalet à la tête de la commune. Sarre est une figure marquante de Saint-Genest, il donna à la commune une véritable impulsion révolutionnaire, son anticléricalisme radical lui attira les foudres des curés et d'une certaine partie de la population. Les officiers municipaux étaient : Pierre Faure, Pierre Blanchon, Jean Narbonne, Pierre Fauché dit Broque, Pierre Chabrié, Pierre Mandeix et Guillaume Roux dit Belliqué.
C'est en 1793 que commence le registre municipal (il en existait un avant mais il a été égaré).
La Terreur instituée par Robespierre en septembre sera relayée par l'administration jusque dans les plus petits villages, Les églises furent fermées et rebaptisées Temples de la Raison et devaient servir la cause de la Révolution. Les biens du clergé deviennent biens nationaux. Ainsi, la prairie située devant l'église fut vendue et l'argent de cette vente renfloua les caisses de la commune. Le presbytère devint maison commune, siège du corps municipal et de toutes les réunions publiques. On y emprisonna même des réfractaires et on y brûla des faux assignats.
Malgré la vente des biens du clergé, la commune demeura très pauvre.
L'agriculture subit les caprices de la météo. En juillet 1792, un « affreux ouragan », terme emprunté au registre municipal, frappa la commune. L'année suivante, un orage de grêle détruisit les récoltes. Six commissaires, nommés par le maire évaluèrent les pertes à plus de 600 livres. On peut lire dans leurs conclusions, que la moitié des récoltes de blé noir, de chanvre et quelques arbres fruitiers furent détruits. Au printemps suivant, une terrible sécheresse emporte les épis qui avaient résisté à la grêle.
Face à cette catastrophe, le maire prit des mesures importantes, il interdit aux aubergistes de donner du pain aux habitants de la commune afin de garder ce pain pour les étrangers de passage. Il décida aussi de vendre du bois communal qui servit à la construction de bateaux dans le port de Rochefort.

## Politique et administration
| Période                                  | Période   | Identité                  | Étiquette | Qualité                                                       |
| ---------------------------------------- | --------- | ------------------------- | --------- | ------------------------------------------------------------- |
| mars 1989                                |           | Danielle Rigout           | ADS       |                                                               |
| mars 2001                                | mars 2008 | Marcel Gaguet             | SE        |                                                               |
| mars 2008                                | juin 2020 | Jean-François Ducher      |           |                                                               |
| juillet 2020                             | En cours  | Jacqueline Lhomme-Léoment | ADS       | Conseillère départementale du Canton d'Eymoutiers depuis 2015 |
| Les données manquantes sont à compléter. |           |                           |           |                                                               |

## Démographie
L'évolution du nombre d'habitants est connue à travers les recensements de la population effectués dans la commune depuis 1793. Pour les communes de moins de 10 000 habitants, une enquête de recensement portant sur toute la population est réalisée tous les cinq ans, les populations de référence des années intermédiaires étant quant à elles estimées par interpolation ou extrapolation. Pour la commune, le premier recensement exhaustif entrant dans le cadre du nouveau dispositif a été réalisé en 2004.

En 2022, la commune comptait 541 habitants, en évolution de +3,84 % par rapport à 2016 (Haute-Vienne : −0,68 %, France hors Mayotte : +2,11 %).
| 1793 | 1800 | 1806 | 1821 | 1831 | 1836 | 1841 | 1846 | 1851 |
| ---- | ---- | ---- | ---- | ---- | ---- | ---- | ---- | ---- |
| 656  | 719  | 678  | 768  | 706  | 728  | 707  | 746  | 713  |

| 1856 | 1861 | 1866 | 1872 | 1876 | 1881 | 1886 | 1891 | 1896 |
| ---- | ---- | ---- | ---- | ---- | ---- | ---- | ---- | ---- |
| 702  | 658  | 703  | 691  | 642  | 668  | 664  | 744  | 681  |

| 1901 | 1906 | 1911 | 1921 | 1926 | 1931 | 1936 | 1946 | 1954 |
| ---- | ---- | ---- | ---- | ---- | ---- | ---- | ---- | ---- |
| 667  | 650  | 635  | 619  | 587  | 559  | 544  | 517  | 506  |

| 1962 | 1968 | 1975 | 1982 | 1990 | 1999 | 2004 | 2006 | 2009 |
| ---- | ---- | ---- | ---- | ---- | ---- | ---- | ---- | ---- |
| 439  | 427  | 346  | 361  | 393  | 385  | 411  | 423  | 464  |

| 2014 | 2019 | 2022 | - | - | - | - | - | - |
| ---- | ---- | ---- | - | - | - | - | - | - |
| 509  | 518  | 541  | - | - | - | - | - | - |

La population de Saint-Genest n'a cessé de décroître, au XVIIIe siècle on y trouvait 1 300 hab., en 1680 il y avait 700 hab., en 1789 il y avait 690 hab., un peu moins de 400 habit. en 2000 et aujourd'hui on y trouve un peu moins de 500 habitants.

## Lieux et monuments
L'église.
Saint patron : saint Genest, martyr fêté le 25 août.
Saint-Genest possède une des 18 églises fortifiées du Limousin. Église romane au portail de style limousin et au clocher carré à éléments de fortification.
Son style indique le XIIe siècle. Nef de trois travées terminées par le chœur formé d'une travée et d'une abside demi circulaire.

## Personnalités liées à la commune
Marcel Rigout est inhumé, dans le cimetière de Saint-Genest-sur-Roselle.

## Pour approfondir